# David Theile
David Egmont Theile  (ur. 17 stycznia 1938 w Maryborough) – australijski pływak, wielokrotny medalista olimpijski.
Specjalizował się w stylu grzbietowym. W igrzyskach brał udział dwukrotnie, startował w Melbourne i Rzymie, łącznie zdobył trzy medale. Podczas IO 56 zdobył złoto na dystansie 100 m grzbietem. Cztery lata później, na igrzyskach w Rzymie, obronił tytuł oraz dołożył srebro w sztafecie. Bił rekordy świata.
Ukończył medycynę na University of Queensland. W 1968 został przyjęty do International Swimming Hall of Fame, w 1997 został Oficerem Orderu Australii.

## Starty olimpijskie
Melbourne 1956
- 100 m grzbietem – złoto

Rzym 1960
- 100 m grzbietem – złoto
- 4 × 100 m stylem zmiennym – srebro